# بين الديور (مذيخرة)

تعديل مصدري - تعديل

بين الديور محلة تابعة لقرية ذي عويد، التابعة لعزلة الاشعوب بمديرية مذيخرة إحدى مديريات محافظة إب في الجمهورية اليمنية، بلغ تعداد سكانها 90 حسب تعداد اليمن لعام 2004.